# Agrotis meridionalis
Agrotis meridionalis là một loài bướm đêm trong họ Noctuidae.